# Isotrilophus
Isotrilophus is een geslacht van kevers uit de familie spartelkevers (Mordellidae).
Het geslacht is voor het eerst wetenschappelijk beschreven in 1945 door Liljeblad.

## Soorten
Het geslacht omvat de volgende soort:
- Isotrilophus erraticus Smith, 1883